# レオナルド・バレルディ
レオナルド・フリアン・バレルディ・ロサ（Leonardo Julián Balerdi Rosa, 1999年1月26日 - ）は、アルゼンチン・ビジャ・メルセデス出身のサッカー選手。リーグ・アン・オリンピック・マルセイユ所属。アルゼンチン代表。ポジションはDF。

## 経歴

### クラブ
ボカ・ジュニアーズのユースチームでキャリアをスタートさせ、2018年8月27日、CAウラカン戦でデビュー戦を果たした。
2019年1月、ドイツのボルシア・ドルトムントに移籍金1500万ユーロの4年半契約で移籍した。
2020年7月21日リーグ・アンのオリンピック・マルセイユへの1年間のローン移籍が決定した。
2021年7月3日、オリンピック・マルセイユへ完全移籍し、5年契約を結んだ。

### 代表
2019年9月10日、メキシコ代表との親善試合で代表初出場。